# Руків'я

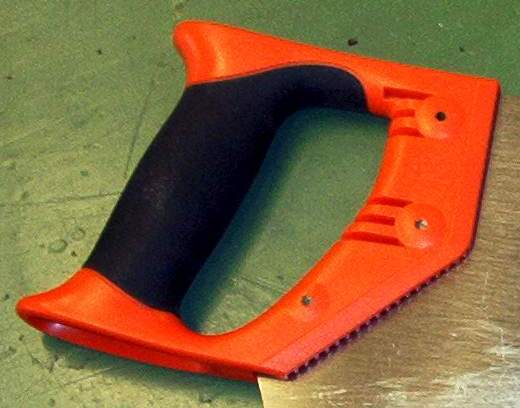
Руків'я ножівки по дереву

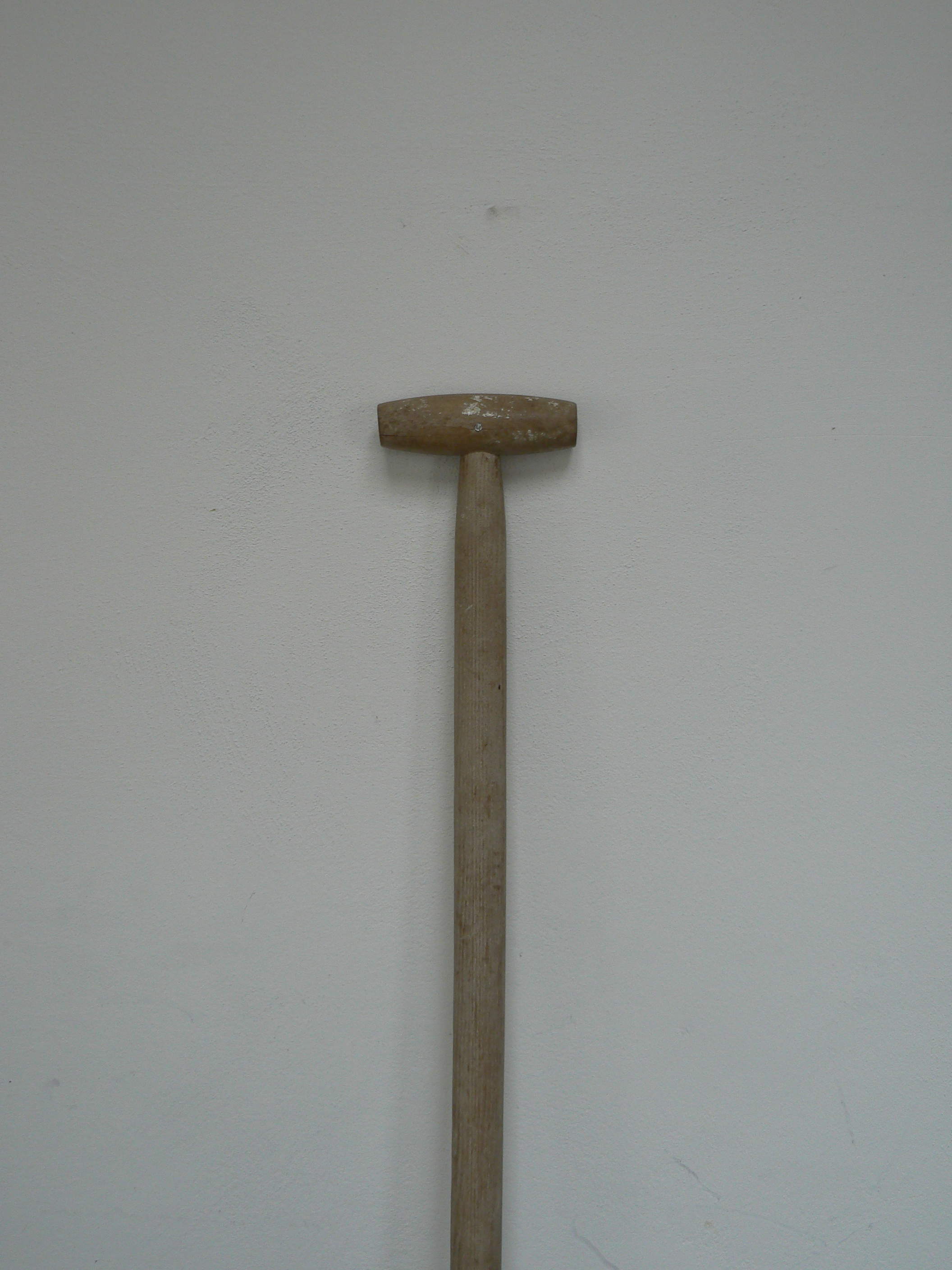
Держак лопати з перекладкою.

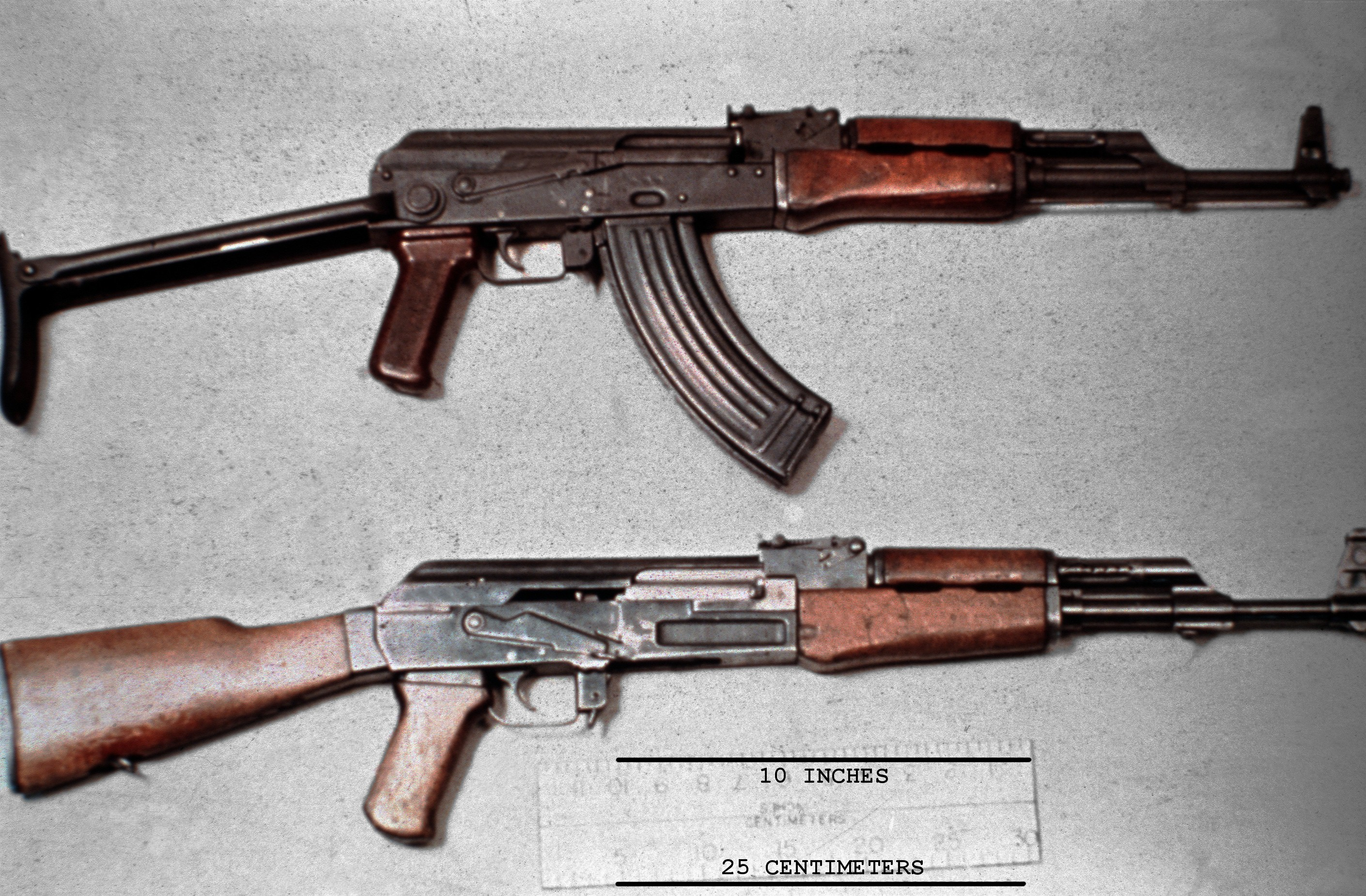
Частини вогнепальної зброї, що традиційно виготовлялися з дерева: ложа, приклад, цівка, руків'я.

Рукі́в'я, держак, держално — частина якогось виробу, що слугує для його утримання руками (руків'я лопати), або перенесення за допомогою рук (руків'я валізи).

## Термін
Згідно зі Словарем Грінченка, словом «руків'я» називалася «рукоятка — наприклад, у хреста, хоругви». Щодо руків'я взагалі, ручки наведено слово «держак», а також «держално», «держало».

## Види
Залежно від типу інструмента, знаряддя, руків'я може мати спеціальні назви:
- Батожи́льно, батожи́сько, пу́жално, діал. пужа́к — руків'я батога, пуги.
- Ву́хо — руків'я посуду[6].
- Гра́блище, гра́блисько, граби́лно, заст. граби́льно — руків'я граблів[7][8][9][10].
- Ди́мавка — держак біля ковальського міха або коло ручного водяного насоса криниці[11].
- Дре́вко, держак, заст. ра́тище — палиця, до якої кріпиться прапор, бойова частина держакової зброї.
- Друґа́р — руків'я кермового весла в плота[12].
- Дужка — руків'я відра, кошика.
- Ефес — руків'я холодної зброї з довгим клинком.
- Заступень, заступи́лно — держак заступа[13][14].
- Істичи́льно — держак істика[15].
- Кісся́ — руків'я коси[16].
- Колодка, заст. черен, черенка, черенки — руків'я ножа[17][18].
- Коцюби́лно[19](коцюби́льно)[20] або кочержи́лно[21] (кочержи́льно)[22] — держак коцюби (кочерги)
- Лопати́лно — держак лопати[23]
- Милі́н, млін, погонач, жорнівка — руків'я ручних жорен[24]
- Мітли́ще — держак мітли[25].
- Ра́тище — держак списа, іншої держакової зброї, а також прапора.
- Рогачи́лно — руків'я рогача.
- Сапи́льно — держак сапи.
- Сокирище, топорище, топорисько — руків'я сокири[26][27][28].
- Стебло́ — застаріла назва ручки ложки, залізних вил[29].
- Фіст (від хвіст) — застаріла діалектна назва ручки деяких знарядь (деркача, решітки, терлиці, маґлівниці, праника, ложки, вил, веретінника, глиняної каструлі)[30].
- Ціпи́лно, заст. ціпильно, ціпильна, ціпило — руків'я ціпа.
- Чаплиї́льно — руків'я чаплії[31].
- Чепіга — кожне з двох руків'їв плуга[32].

Руків'я вил, мотичок, ключок не мають спеціальних назв, їх називають просто держаками. Замість «лопатилно» щодо руків'я лопати зараз теж вживається слово «держак».